# 中国新教地下教会
中国新教地下教会，或称家庭教會、地下天國，是指在中華人民共和國境內在官方教會「三自愛國教會」以外的、主要以信徒家庭為活动场所的新教教會。
20世纪50年代起，中国共产党和中华人民共和国政府在基督教界发起“三自爱国运动”，号召基督徒参加政府领导下的三自爱国教会，不愿参加该运动的基督教会处于事实上非法的状态而持续受到政府的打压，只能逐步隐退到家庭等私密空间活动，成为家庭教会。中國大陸的家庭教會在改革開放後迅速發展，近30年来，它的參加人數大大超過三自教會，并已逐渐不再局限在家庭当中。

## 概况
1949年中華人民共和國成立後，中华人民共和国政府要求所有宗教場所必須向政府登記，基督新教、天主教必须加入官方控制的「三自教會」必须在中国共产党领导下活动，並接受國家宗教事務局的管理。1950年7月，中國基督新教界的吳耀宗等人聯名發表「三自宣言」，發起了三自愛國運動，號召教會「自治、自養、自傳」，宣稱中國教會從此走上了獨立自主自辦的道路。此項規定引起了相當部分基督徒的抵制，他們認為，教會的領袖應該是耶穌基督，而非順從某個世俗政權。尤其是中國的官方意識形態仍然是馬克思主義的情況下，部分不愿接受政府管制与干涉的新教教徒在政府登記場所之外的場地开展宗教活动，他们多在信徒的家中，以家庭成員為主開展，所以中国新教地下教会也被稱為「家庭教會」。特别是从这些群体自身的角度来看，“地下教会”一词被认为带有贬义，且可能引起外界的疑虑，并且现今许多此类教会并未刻意秘密活动，因此“家庭教会”是更常见的自称。
在現行中華人民共和國法律中，一切未經官方登記的宗教組織，包括家庭教會在內，均被視為非法。同時，也衹有作爲三自教會分支的天主教和基督教新教組織，才可以在官方登記。
家庭教會在全國各地的處境很不相同，差異很大。浙江（例如溫州）以及部分東南沿海地區一些地方家庭教會的力量很強盛，人數也較多；而其他一些地方如河南、江蘇、山東，家庭教會仍然受到很嚴厲的打壓迫害，家庭教會的信徒被拘捕的事件時有發生，有時甚至会拘捕探訪家庭教會的香港或外國信徒（因為宗教事務條例把外國人參加家庭教會聚會視為非法），所以部份香港和外國的華人教會出於安全原因對家庭教會保持距離。

## 历史

### 三自爱国运动的兴起与家庭教会的形成

#### 三自教会与家庭教会分裂的开始
1949年，中国共产党在国共内战中获胜，建立中华人民共和国。

1949年9月，中国人民政治协商会议第一届全体会议召开，通过了《中国人民政治协商会议共同纲领》，其中第一章第五条规定：
“中华人民共和国公民有思想、言论、出版、集会、结社、通信、人身、居住、迁徙、宗教信仰及示威游行的自由权。”
但中共的宗教信仰自由政策，是在统一战线的原则下实施的。毛泽东在《新民主主义论》中说：
“共产党员可以和某些唯心论者，甚至宗教徒建立在政治行动上反帝反封建的统一战线，但是绝不能赞同他们的唯心论或宗教教义。”
这就为中共在实施宗教信仰自由政策时，采取既团结又打压的政策，提供了理论指导。
1950年5月，政务院总理周恩来召见十九位基督教领袖，提出中国的宗教团体应该发起一个反帝爱国运动，清算和切断一切同帝国主义的联系，为新中国服务；另一方面又肯定宗教界是中共的统战对象，两者可以合作。

1950年8月，中共中央公布《关于天主教、基督教问题的指示》，明确了对这两个宗教的基本方针。中共虽然认为宗教对人民的精神是有害的，但反对依靠单纯的行政命令来消灭宗教，而是希望通过广泛进行唯物主义的教育和宣传，逐步缩小宗教的市场。同时，指示指出：
“在天主教、基督教内部，利用各种机会，和通过有爱国心的信徒，向其进行爱国主义宣传，揭露帝国主义文化侵略与间谍的阴谋，……有步骤地实现教会摆脱帝国主义影响和经济关系，……要把那里教徒的大多数团结在爱国主义旗帜下，一同反对帝国主义和特务分子。”
1951年，中共中央又发出通知，在党内从中央到地方组织宗教问题委员会，在宣传部领导下，研究有关宗教问题的方针政策。
在基督教内部，由于中华民国时期自由派的兴起等一系列因素，存在着广泛的愿意同中共合作的力量。
早在1949年6月，时任上海中华基督教青年会出版部主任吴耀宗就以无党派人士的身份、上海中华基督教女青年会全国协会总干事邓裕志以妇联执委的身份，参加了新政协筹备会议。新政协第一届会议正式召开时，共有吴耀宗、邓裕志、邓良模、赵紫宸、张雪岩五人参会，会议指出他们所代表的是基督教里面“与大会思想相同”“接受共产党在政治上的领导，主张与共产党合作”的一派力量，“不满于基督教的保守、腐败，和它与帝国主义、封建力量的联系。”会后，这些代表同基督教男女青年会组织访问团访问全国各地的教会，传达会议精神。
1950年1月26日，中华全国基督教协进会执委会决定召开“全国基督教会议”，希望通过一个共同纲领以回应新时代的处境。吴耀宗时任执委会常务委员之一。4月15日，吴耀宗率领的访问团访问各地期间，《天风》杂志宣布会议延期。《三自革新宣言》发表后，会议计划直接被《天风》杂志宣布取消。

1950年4月，吴耀宗率领的访问团回到北京，吴耀宗被周恩来召见，并和教育部、统战部部长举行了三次会谈。周恩来提出，基督教应当：
1.发起一个反帝爱国运动，清算近百年来与帝国主义的关系和在基督教里甘心做帝国主义走狗的教徒；
2.遵守约束，不到街上去传教；

3.独立自主，自力更生，建立自治、自养、自传的教会。
第二次谈话中，周恩来指出宗教界要完成自己的历史任务，站在民主与爱国的立场上，服务中国人民。周恩来提到中国基督徒有将近一百万人，不会因为出了少数坏人而受到歧视，但要把教会里的害群之马清除出去。吴耀宗提出制定“关于占用教会房产的处理办法”“落实宗教信仰自由的办法”等要求，周恩来却表示基督教需要首先清除与帝国主义的联系，否则这些困难无法解决。

于是，吴耀宗只得在未经中华全国基督教协进会同意的情况下，制定了《中国基督教在新中国建设中努力的途径》的宣言（即《三自革新宣言》），表明要：
1.提高中国基督教教会及团体对帝国主义的警惕
2.表示基督教在新中国中鲜明的政治立场
3.促成一个由中国人自己组织的中国教会

4.指出全国基督徒对新中国的建设所应当负起的责任
宣言由吴耀宗联合了40名有名气的基督教领袖共同发起签名运动。9月23日，《人民日报》刊登了此宣言及截止到当时全部1500多名签名人士的姓名。9月26日，中共中央发出《关于在基督教、天主教中开展相应〈基督教宣言〉运动的指示》，签名运动在全国迅速展开。
10月18日，在基督教协进会召开的第十四届年会上，缪秋笙提出宗教是超政治的，基督徒不应该签署这样政治性的宣言，提出重新起草一份非政治性的宣言，获得会议同意。但在政府的强大压力下，没有代表敢领导这个工作，会议最终还是通过了《三自革新宣言》。
1950年朝鲜战争爆发之后，中国政府加速了对与西方国家有联系的团体的清理工作。1950年12月29日通过的《关于处理接受美国津贴的文化教育救济机关及宗教团体的方针的报告》，提出接受美国津贴之宗教团体，应使之改为中国教徒完全自主自办的团体。吴耀宗等人表示拥护。基督教会资助的学校、医院等陆续被政府接收，教会内部也开展了政治运动。1951年召开的“处理接受美国津贴的基督教团体会议”中，教会被要求向“披着外衣的美帝分子”进行斗争。三自革新运动的政治色彩逐渐浓厚。随后，教会内部开展了控诉运动，对“教会败类”“美帝特务”等进行了大范围的控诉和互相检举。
1951年开始，基督教内部开始开展政治学习运动。11月，三自筹委会举办“第一届三自革新运动干部学习班”。吴耀宗说：“学习是三自革新运动中一件最基本的工作。”他并写了《共产党教育了我》。另一位基督教领袖陈崇桂写了《我政治思想改变的过程》。1953年7月16-17日，“上海市基督教教会团体工作人员会议”上，华东宗教事务处处长罗竹风指出有基督教工作人员不认真学习，甚至逃避学习。
与此同时，政府开始挤压基督教教育的空间。除教会大学陆续被政府接收外，1952年8月25-29日，三自筹委会在上海召开华东区的神学教育座谈会，提出将华东地区11所神学院合并于金陵神学院。11月1日，合并后的金陵协和神学院成立。1953年4月19日，北京地区的三所神学院亦合并于燕京协和神学院。
基督教出版机构在《管理出版印刷与发行事业条例》下，也被政府控制，成为帮助宣传政府政策的机构。
在中央政府的官方政策以外，中共的地方干部还多有占有教堂不归还，没收信徒的《圣经》、赞美诗，将基督教会视为反动迷信组织加以取缔的行为。1950-1953年，共有数万名基督徒因各种罪名被捕，一万余人被处决。
这一系列举措使得基督教内部许多人感到政府许诺的宗教信仰自由政策落空，政府对教会的干预过多，特别是政治性的学习和表态干扰了基督教信仰的纯洁性，违反了政教分离的原则。
除此以外，基督教会内部有“基要派”和“自由派”之分，“自由派”主张对《圣经》做修正的解释，热衷于改良社会而非追求超越性的救恩，这使得教会内部对中共抱有期待的大多是自由派，包括吴耀宗等人。但是自由派因为对《圣经》的灵活解释被基要派视为“不信派”，自由派与中共在政治上的合作更提高了基要派对其的警惕心理。因此，许多基要派教会抱着“顺从神而不顺从人”的态度，不愿意拥护自由派领导的三自革新运动，不参加相关活动。基要派的部分领袖甚至在中华人民共和国成立之前就对中共政权抱有警惕的态度，例如长老会的毕范宇牧师在1949年就提出教会可能面临政府的打压，要准备采取家庭聚会的模式，并往政府力量薄弱的农村地区转移。

而中共确实对这些不合作的教会采取了打压的政策，加剧了其与三自革新运动及政府间的对立。1953年罗竹风指出基督教会内部存在着许多混乱现象，包括：
1.不认真进行政治学习，甚至逃避学习；
2.曲解圣经，强调世界将要毁灭；
3.医病赶鬼，危害人民健康；
4.传道人在自己的小圈子里攻击别的教会；
5.家庭聚会越来越多，并且是秘密聚会；

6.强迫教友捐献，形成变相剥削。
由此可以看出，当时不愿意参加三自革新运动的教会为数甚多，并且已经产生了家庭教会的雏形。此后，三自筹委会又在上海召开了四次座谈会，每一次都要揭露“混乱现象”，将其视为三自革新运动的主要阻力。当时不愿意参加三自的较大规模正规教会主要有耶稣家庭、基督徒聚会处和真耶稣教会等。

#### 三自教会与家庭教会分裂的形成
1954年7月22日，三自筹委会在北京召开第一届“中国基督教全体会议”，正式成立“中国基督教三自爱国运动委员会”。这标志着三自爱国教会的正式诞生。
1955年4月20-29日召开的“上海市三自代表会议”中，崔宪祥提出：”不赞成反帝爱国运动的另一面也就是亲帝和害国”，凡是不支持三自运动的教会将被取缔。这就彻底划清了三自教会和家庭教会的界限。

1954年9月，三自会在北京举行控诉会，控告北京“基督徒会堂”领袖王明道牧师，因为王明道自1950年以来就拒绝参加三自革新运动的任何活动。控告的罪名有：
1.反对政府，言行和政府政策不一致；
2.不参加三自爱国运动；

3.讲章极端个人主义，且用意不明。
1954年12月12日，王明道发表《真理呢？毒素呢？》一文，否定自己传播帝国主义的毒素，而是本着圣经讲真道。1955年6月9日，王明道发表《我们是为了信仰》，指责吴耀宗等人是“不信派”，没有按照圣经真理建立的信仰，反对和他们有任何关联，或参加他们的任何组织。此文使得许多已经加入三自会的教会领袖发生了动摇，继而退出。1955年8月7日，王明道做了最后一次讲道，题为《人子被卖在罪人手里了》。当天午夜，王明道被捕，“基督徒会堂”被查封。9月14日晚，广州“大马站聚会所”被查封，林献羔等14人被冠以“王明道分子”罪名逮捕。除此以外全国各地还有许多人受到牵连而被捕。这就是“王明道反革命集团案”。
（王明道）当晚在家，会堂和他家是一个院子。不知睡了还是没睡，突然他起身，后边有声音说“不许动”，一个公安拿着手枪，抵住他的腰，问他钥匙在哪里。他才反应过来，他们不是从门进来，而是翻墙进来的，所以问他钥匙在哪里？十几个公安风高月黑，越墙进来，开了大门后，再让其他人进来。就那一刻，王明道回忆说，他被吓坏了。
 — 《中国家庭教会史》，61页
1956年9月30日，王明道在北京市“基督教三自爱国运动委员会扩大会议”上发表公开检讨，承认犯了反革命罪行，并签署了悔过书《我的检讨》。随后他获释。获释后，王明道逐渐认为自己认罪不妥。1958年4月，他和夫人一起到公安局否认自己以前悔改的事，并表明悔过书不代表自己的信仰立场。于是王明道再度被捕，并被判处无期徒刑，其妻被判处有期徒刑十八年。
1952年4月10日，拥有七万多信徒的“基督徒聚会处”负责人倪柝声因拒绝参加三自革新运动而被捕，导致许多地方教会产生不满，萌发了退出三自会的打算。“基督徒聚会处”更是仍然坚持不参加三自会。1955-56年，全国各地许多聚会处的负责人被以“倪柝声分子”的罪名逮捕，这就是“倪柝声反革命集团案”。倪柝声于1956年6月1日被判处有期徒刑十五年。此后部分聚会处加入了三自教会。
但仍有许多教会组织拒绝加入三自教会，并不断有基督徒因此被捕的案例。如1956年原上海“中华基督教布道会”文字部负责人谢模善因非法出版被捕，1958年4月，袁迪贲因组织“厦门基督徒联合会”和私自印刷“反革命”小册子被捕。此后基督教在三自以外的公开活动空间迅速压缩，多数不参加三自教会的信徒开始在家里聚会，进入秘密聚会的状态。家庭教会正式形成。

### 秘密聚会时期
1957年“反右”运动以后，中国大陆的政治气氛越来越紧张，对于宗教的宽容也越来也小。
1962-63年，《人民日报》《光明日报》《文汇报》《红旗》和《新建设》等重要期刊上，刊登了一系列讨论宗教问题的文章，产生了温和派和激进派两派观点。这两派的共同目标是要消灭宗教，温和派主张通过无神论的宣传和教育来逐步消灭宗教，激进派则主张采取行政手段迅速消灭宗教。除此以外，对毛泽东的个人崇拜愈演愈烈，也严重挤压了宗教信徒的信仰空间。
1958年，温州就尝试将全市建成“无宗教区”，彻底禁止一切宗教活动。从50年代末开始，公共媒体上的无神论宣传越来越多，越来越激烈。如1963年5月《人民日报》刊载了介绍苏联某作家写的《圣经是怎样一部书》的文章，里面说：
（圣经是）许多古代作家，在不同时期所写的，形形色色的作品；和不同民族的神话传说的汇集。而所有这些神话传说，又被后来剥削阶级的抄写者、编纂者和宗教家，牵强附会地当作「真理」来麻醉人民……
在此背景下，即使是三自教会，也不能正常进行宗教活动，而要限制讲道的内容不与中共的路线相冲突，并进行越来越多的政治学习和表态。
家庭教会在50年代末已经基本进入秘密聚会状态。到1960年代初，由于“大跃进”后中共路线的调整，政治环境稍有宽松。此时家庭教会渐渐增加。有个别信徒起来负责聚会，也有牧者担任探访、联络、讲道的工作。在农村，出现了几十人到一百余人的家庭教会。而在北京、上海等大城市中，由于政府管控较严，当地信徒只能以小组的形式，轮流到不同成员家中聚会。尽管家庭教会的条件很艰苦且危险，但由于三自教会的讲章受到的限制太多，缺乏喂养；主日学、团契等活动被迫停止，难以满足信徒需求；参加公开聚会可能导致个人受到政府监控和歧视；家庭教会内部的互相鼓励氛围良好等原因，仍有许多信徒愿意参加家庭教会。除此以外，1958年三自教会进行“联合礼拜”运动导致教堂数量大幅缩减，不能满足信徒聚会需要，并引起信徒失望，也促使大量基督徒退出三自教会，加入家庭教会。
1963-64年，政府开始进行“社会主义教育运动”（“四清运动”），许多地区掀起了退教风潮，基督徒逐渐被视为社会主义国家的敌人，甚至父母在家中都不敢向孩子提起信仰，以防被查出。
1966年，“文化大革命”开始。公开的宗教活动被彻底禁止。三自教会的神职人员和信徒大多受到批斗和劳改，甚至监禁和处决，教堂被查封挪用，《圣经》大多被没收销毁。家庭教会的秘密聚会也受到越来越严厉的打击。大多数教会的聚会被迫停止，信徒互不往来，不敢出声祷告，许多人被迫放弃了信仰。但也有许多基督徒坚持宗教活动，例如秘密收听海外福音广播、秘密抄写或印刷圣经传播、以及秘密聚会。特别是此时三自教会已被实质上取缔，家庭秘密聚会是唯一可行的聚会形式。据1969年11月13日香港《南华早报》报道，当时全国各地的城市和农村仍有基督徒坚持以小组形式秘密聚会，以上海和华南等地为多，大城市平均为8-10人，情况紧张时期减少至3-4人；中小城市可以多至几十人；农村甚至有二三百人的聚会。根据“中国教育研究中心”于1978-1980年代初所做的调查，在上海、宁波、温州、萧山、厦门、古田、汕头、潮阳、西宁、兰州、乌鲁木齐、包头、天津、河南等地，文革期间的家庭教会聚会始终没有停止。除此以外，有许多传道人自发在各地活动，进行传福音布道的行动，使得部分地区基督徒人数不断增加，并据记载发生了很多神迹奇事。

### 文革后期开始家庭教会的复兴
进入1970年代后，中国基督教的复兴运动在全国普遍展开，农村信徒人数激增。不少地区出现了整个生产队、整个公社全体归信基督的现象。信徒人数增长最显著的是华东、华南沿海一带，以及中原地区。据记载，福州一处家庭教会，最初仅由几个人组织，到1971年前后信徒激增至两三百人。在福建其他城市也有数百人的教会存在。广东省也多有数十人的教会。浙江温州更是出现了千人规模的教会，据称1970年代初温州基督徒已达四五万人。杭州、宁波、南京等城市也有数十个聚会点。河南省在1973-74年出现了“信耶稣风潮”，全省几乎每一个大队都有信徒，许多大队甚至是全体归信。
对于这一时期基督教快速发展的原因，有观点认为在大环境上是由于文革中后期国内政治环境稍有宽松，以及1971年林彪事件对中国人政治信仰的动摇。在教会内部原因上，则是由于农村的人口流动相对宽松，从1960年代末开始出现了一大批“受神感动”自发到各地传教布道的自由传道人，并受到各地信徒的保护。教会内据当事人记述亦发生了大量的“圣灵浇灌”“医病赶鬼”等神迹奇事，导致许多农民对基督教发生了好感。
信徒人数增加后，家庭教会逐步建立了组织。许多农村教会尝试建立分区管理模式，在片区之下设置聚会点，并设有总部负责文字、培训、布道、联络等事工。许多家庭教会建立了对传道人的培训机制，例如”学道班“等，开始系统化地培养神职人员。许多教会都制定了传福音和栽培初信者的计划。1974年左右，家庭教会开始大规模抄写、油印圣经和宗教刊物，由于这在文革期间是可以判处死刑的重罪，所以抄写、印刷和发行的活动都是在极其秘密的状态下进行。
为让更多的信徒获得属灵供应，经过相当时间的迫切祷告，在没什麽物质准备的情况下，买来一块钢版、一筒腊纸、一罐油墨、一支誊写笔、一根橡皮刷，抱着仅做一次的打算，在刚分配给我居住的那间二米略高，八平方米大小的楼阁上，开始了油印的事奉。时间约在一九七四年……成百上千的属灵书藉(如《荒漠甘泉》等)和圣诗在此刻写、校对、油印、裁切、装订、发送。後来，竟印出或许是“文革”中，我国大陆第一版、甚至是唯一的一版《新约全书》……到了“文革”中，这更是一椿不可饶恕的大罪。轻判者下监，重判可以处决……数量越印越多，由几十到几百。地点也越送越远，自本市到外地，从南方到北方。
 — 林圣源《油印圣经历险记》
此时期，仍然经常有信徒被捕、聚会点被查封。被捕的信徒往往会受到批斗、监禁甚至处决。
在外界环境极其不利的情况下自发发展起来的中国家庭教会，形成了非制度导向的教会组织、平信徒担负起领导责任、圣灵能力的彰显、游行布道的展开四个特征，适应了当时特殊的社会环境，储备了本土化的人才和组织基础，成为文革期间和改革开放以后教会不断发展的保障。但这些特点也导致中国家庭教会的神学素养普遍较低，并滋生了许多异端邪教。
1968年，杨安溪去见叶乃光，问他同样的问题：“中国教会还有没有希望？”叶乃光说了八个字，“新人不齐，新日不至”。他解释说：前几十年上帝在中国教会是做“养育”的工作，这几十年神要做“拆毁”的工作。等这几十年过完了，新人齐备，新日才会到，中国教会就要进入“倒输”的工作。倒输的意思就是向国外传福音。
 — 《中国家庭教会史》，81-82页

### 改革开放时期
“文化大革命”结束以后，中国政府进行了“拨乱反正”，恢复了宗教信仰自由的政策。1982年，中共中央书记处发布了“19号文件”，即《关于我国社会主义时期宗教问题的基本观点和基本政策》，正式承认了宗教信仰自由的政策。
1980年春节前，按着邓小平访美与卡特达成的协议，王明道被释放，之后不久，王明道回到上海居住。广州的林献羔也被释放，继续带领大马站教会。除此以外，还有许多传道人在1978-82年间获释。
1980年代，农村教会延续了70年代的趋势，继续快速增长。其中以河南和安徽等省份增长最为迅猛。
1989年六四事件以后，大量参加民运的知识分子流亡海外。有许多人在海外接触到了基督教甚至成为了神职人员。这些人或受其影响的人员归国后，推动了基督教在城市中的传播。同时，中国同西方国家交往日益密切，许多信仰基督教外籍教师来到中国大学任教，部分是受到海外基督教团体的派遣，导致中国大学中形成了许多校园团契。这奠定了城市新兴教会这一新形态家庭教会的基础。
王怡认为，八十年代民主政治运动的幻灭和九十年代市场化带来的精神空虚，导致许多中国人向基督教寻求价值。这一时期，除了基督教本身的传播外，学术界对基督教文化的研究也成为热门。而以城市知识分子为主的基督教会开始关注社会问题，推动了中国家庭教会由基要派向福音派的转型。
1994年国务院通过了《宗教活动场所管理条例》《中华人民共和国境内外国人宗教活动管理规定》《宗教活动场地登记办法》，开始初步建立对宗教的法制管理，使得家庭教会的聚会被正式宣布为非法。
1990年代，农村家庭教会形成了“五大团队”，宣称自己有上千万会众。这五大团队包括河南的“方城团队”和“唐河团队”（唐河团队后来改名叫“中华福音团契”）、安徽的“颍上团队”和利辛团队”（颍上和利辛都属于阜阳地区，故有时也叫阜阳团队），以及“温州团队”。1998年，赵天恩牧师给五大团队的领袖作教会史的培训，由赵牧师起草、五大团队共同商议签署了《中国家庭教会信仰告白》和《中国家庭教会对政府、宗教政策及三自的态度》，第一次清楚明白地宣告了福音派的信仰，以及家庭教会为什么不加入三自、不在宗教局登记的原因。同年中国基督教两会出版了《丁光训文集》，其中宣扬自由派思想，并提出进行“神学思想新建设”运动，彻底背离基督教的基要信仰。王怡认为这两个同年发生的事件是三自教会和家庭教会于文革以后，再一次在信仰上彻底划清界限的标志。
1997-98年，政府发起了第一轮针对浙江的拆十字架和拆教堂运动。同一时期，发生了针对基督教的华南教案，有一百余人被判刑。
2003-2014年间，政府的基督教的打击力度有所减轻。这一时期，随着城市化的进行，许多产生于农村的家庭教会开始向城市转移，包括上述的“五大团队”。依托于海外归国群体和高校的城市家庭教会也开始崛起。同时，王怡认为，这一时期中国家庭教会完成了由基要派向福音派的转型。
2003年，远志明拍摄的纪录片《十字架——耶稣在中国》和纽约时报驻中国记者戴维·艾克曼所著《耶稣在北京》问世，系统地介绍了中国家庭教会快速发展的状态和原因。
2005-2006年，北京守望教会尝试向政府宗教部门登记，未果。
2008年汶川大地震后，基督徒组织了大规模的志愿服务救援灾区。据民政部统计，全国参与救灾的约100万志愿者中，有约60万是基督徒。这标志着中国基督徒开始实践关怀社会的福音派信仰，并使得全国的家庭教会初步建立了松散的联系网。
2009年前后，政府公安部门多次冲击北京守望教会、成都秋雨圣约教会、上海万邦教会等规模较大的城市家庭教会，要求其解散聚会，但这三个教会都以不同的形式坚持了聚会。
2010年，第三届全球福音派洛桑会议在开普敦举行，中国家庭教会派出200余人参会。政府对此组织了大规模的拦截行动。计划参会的所有代表均被边控，无一人成功出境。大会于是特意为中国代表空置了200余座位并为其祷告，播放了由中国代表创作的《主爱在中国》歌曲。
成都地区准备去参加会议的四个，有的被警察堵在家里，有的在机场被警察拦截，有的想通过其他渠道出境，最后一个都没有出去。我当时到成都双流机场准备出境的时候，我看到周围有十几二十个人拿着摄像头一路跟着我们，就知道政府肯定要采取行动。我在神面前祷告，我跟师母说：“我有一个决定，如果待会儿他们按照法律程序向我出示文件，我就老老实实地顺服他们跟他们走。如果他们粗暴的不出示任何文件，就是不依法的话，我决定非暴力不服从，绝不服从，但是我也不反抗”。然后我们进了机场大厅，到了海关检票，这时整个大厅就没有人了，政府把人清空了，来了四五十个警察、武警在旁边等着，然后他们就过来架着我们走。我说：“你们是谁，请你们出示证件，我到底犯了什么罪？”然而根本没有人理我，我就眼睛一闭，就开始非暴力不合作，意思是不再使任何一点力气，不跟着他走，我就变成一堆烂泥了。他们就开始拖我，我又比较重，他们四五个人抬着我，到了电梯上他们就拖着我走，拖了我几百米，然后直接把我扔到车上去，我的脚上被拖了几道血痕出来。
 — 《中国家庭教会史》，138页
2010年前后，改革宗神学在中国家庭教会内部产生了重要影响，成为中国的主要基督教教派之一。
2014年政府在浙江发起第二波拆十字架运动。2014年4月28日温州的三江教堂被炸毁。

2018年，国务院发布新版《宗教事务条例》，对宗教活动提出了更严格的限制，包括禁止未成年人参与宗教活动等，家庭教会也受到波及，面临更严厉的打压。
同年，来自全国各地的数百位家庭教会神职人员联合发表了《牧者联署：为基督信仰的声明》，表明了中国家庭教会牧者的立场，即对信仰自由的坚守，对政府干预宗教事务的拒绝，以及在福音传扬中甘愿为信仰付出一切代价的立场；北京30余间家庭教会发布《北京30家庭教会联合声明：为了信仰坚持到底》，表示将为信仰坚持到底。
……从2017年9月国务院颁布新的《宗教事务管理条例》以来，到2018年2月该条例执行以后，中国各地的基督教会，在公共敬拜和信仰实践上受到了来自政府部门的程度不一的逼迫、藐视和误解，甚至包括各种企图改造和扭曲基督教信仰的行政措施。其中一些粗暴的举动，是文革结束以来前所未有的。如拆毁教会建筑的十字架，粗暴干涉基督徒家庭悬挂、张贴的十字架和春联等信仰表达，强迫和威胁教会加入官方控制的宗教组织，强迫教会悬挂国旗或歌颂世俗国家、政党，禁止基督徒的未成年子女进入教会和接受信仰教育，剥夺和取缔教会和信徒的自由聚会等……这些行为违背了人类的信仰和良心自由、也有悖于普遍的法治原则……为信仰和良心的缘故，也为中国的掌权者和全社会的属灵益处，并最终为着上帝的荣耀、圣洁和公义，我们向中国政府及全社会作出如下声明……任何政党的意志、政府的立法和人的命令，若直接违背《圣经》的教导， 损害人的灵魂和反对教会所信仰的福音，我们有责任顺从神、而不顺从人，也有责任如此教导教会的全体成员……始终仰慕和决心走基督的十字架道路，也乐意效法那些曾为信仰而受苦、殉道的中国教会的前辈圣徒，在任何情况下，我们都情愿和有责任以和平、忍耐和怜悯之心，承受来自政府和社会一切可能的逼迫、误解和暴力……只要政府不越过《圣经》为世俗权力所设定的界限，即不干涉和侵犯一切关乎信仰和灵魂之事，基督徒就有责任尊敬掌权者，并热心为他们的益处祷告，也切切为中国社会祷告。甚至甘愿为福音的缘故，忍受不公平的执法所带来的一切外在损失；出于对同胞的爱而情愿放弃一切原本属于我们肉身上的权利……但在任何情况下，不带领教会加入官方控制的宗教组织，不带领教会在宗教管理部门登记，也不接受任何方式的挂靠。我们也不接受因信仰的缘故而对基督教会的“取缔”和“罚款”；并愿意为着福音的缘故，预备承担一切损失乃至失去自由和生命的代价……
 — 《牧者联署：为基督信仰的声明》

## 人数
中国家庭教会的信徒人数一直是一个备受关注但难以准确统计的问题。由于家庭教会多为未在官方注册的非正式宗教组织，信徒通常在私人场所聚会，缺乏官方统计数据，导致不同来源的估计差异显著。

### 官方统计与调查数据
根据2018年的《中国综合社会调查》（Chinese General Social Survey，CGSS），约2%的中国成年人（约2000万人）自认信仰基督教，其中新教徒占近90%（约1800万人）。
2018年的《中国保障宗教信仰自由的政策和实践》白皮书则表示中国约有新教基督徒3800万人。
2018年的《世界价值观调查》（World Values Survey，WVS）显示，2%的中国成年人表示信仰基督教；而2016年的《中国家庭追踪调查》（China Family Panel Studies，CFPS）中，3%的人表示自己属于基督教。
以上调查均没有提及调查对象是否包含家庭教会。

### 学术研究与机构估计
一些研究者估计，家庭教会的信徒人数可能是官方三自教会的三倍左右。以三自教会信徒约1800万至3000万计算，家庭教会的信徒人数可能在5400万至9000万之间。
根据2010年的《世界基督徒数据库》（The World Christian Database），中国的新教徒人数估计约为5800万，其中包括大量的家庭教会成员。
德国学者凯泽（Sigurd Kaiser）指出，尽管官方数据显示新教徒人数为2000万，但一些学者估计，家庭教会信徒人数在4500万至6000万之间。《世界基督徒数据库》则认为中国约有5000万至7000万家庭教会信徒。另有研究者称中国基督徒总人数可能已达8000万至1亿，甚至有估计高达1.3亿人，其中多数属于家庭教会体系。
此外，一项以武汉市为样本的实地调查显示，城市家庭教会发展迅猛，其信徒更年轻、受教育程度更高，且多在私营或外资企业工作。信徒由三自教会转向家庭教会的流动比例远高于反向流动，显示家庭教会在城市中具有更强的吸引力。研究者估计全国家庭教会的数量可能达到80万座，信徒人数在4500万至6000万之间。

## 争议

### 中国政府
根据中国的宗教法规和政策，政府认可的合法基督教团体是通过“三自爱国运动委员会”（简称“三自教会”）进行管理的。家庭教会由于未在官方注册，其存在未获得政府正式认可。因此，家庭教会的活动有时会与政府管理部门发生冲突。
政府强调对宗教活动的管理和监督，要求宗教团体在法律框架内活动。未注册的家庭教会被视为缺乏法律地位，可能被认为存在安全隐患或受到境外势力影响。因此，政府鼓励这些教会通过官方渠道注册，以便纳入监管体系。
在实际操作中，不同地区的政府对家庭教会的态度可能有所不同。一些地方政府可能对家庭教会采取较为宽松的态度，允许其在一定范围内活动；而另一些地区可能采取更严格的监管措施，要求家庭教会必须登记注册。

### 家庭教会

#### 不加入三自教会的原因
信仰立场的差异：家庭教会通常持守福音派神学立场，强调圣经的权威性和无误性。他们认为，三自教会在某些情况下可能倾向于自由派神学，质疑圣经的绝对权威，削弱基督教基本教义，如因信称义等。这种神学立场的差异使得家庭教会难以认同三自教会的教义和实践。
政教关系的考量：家庭教会坚持教会应以基督为元首，主张政教分离，避免政治对宗教事务的干预。他们认为，三自教会在某种程度上受到政府的影响，可能妥协于政治压力，无法完全独立地传扬信仰。因此，家庭教会选择不加入三自组织，以保持信仰的纯洁性和独立性。
历史背景与信任问题：在三自运动初期，一些教会领袖因不认同其宗旨而拒绝参与。家庭教会认为，三自组织在成立过程中，与政府的合作方式可能导致教会失去自治、自养、自传的原则。这种历史背景使得家庭教会对三自组织持保留态度，选择在非官方状态下独立运作。

#### 对合法化的态度
- 拒绝登记：部分家庭教会拒绝在政府部门登记，认为这种做法可能妨碍其信仰的纯洁性和独立性。他们对官方的宗教政策持淡然态度，不愿与政府建立正式联系。
- 理性维权与对话：另一些家庭教会主张通过理性维权，与政府进行对话，寻求合法地位，以在法律框架内开展宗教活动。他们希望通过沟通改善与政府的关系，实现信仰实践的公开化。
- 激进维权：还有一些家庭教会采取更为激进的维权方式，积极争取宗教自由，甚至可能涉及政治层面的抗争。他们认为，只有通过强硬手段，才能确保信仰的独立性和自由度[30]。

#### 面临的挑战
- 信仰实践的转变：随着社会环境的变化，家庭教会从过去的“红色殉道”（在外部逼迫下的坚守）转向“白色殉道”（在相对平和环境中的自我保守）。当前的主要挑战是在面临一定压力但是缺乏激烈冲突的环境中，如何保持基督徒的圣洁生活和信仰实践[31]。
- 公共性与政教关系：家庭教会在寻求自身发展的同时，也在探索如何与政府建立和谐的政教关系。他们关注信仰的超越性与神圣性，以及如何在公共政策与基督教信仰本质之间找到平衡[32]。

#### 对“中国化”政策的看法
- 家庭教会对政府推动的基督教“中国化”政策持谨慎态度。他们担心，这一政策可能导致信仰的政治化，削弱基督教的核心价值和宗教使命。因此，家庭教会强调保持信仰的纯洁性，抵制过度的政治干预[33]。

### 学术界
学者们普遍认为，家庭教会是指未在政府注册、由信徒自发组织的基督教团体，通常在私人场所进行宗教活动。 研究者指出，家庭教会的兴起与中国社会的转型密切相关。社会价值多元化、精神需求增加，以及对官方宗教组织的不信任，促使部分信徒选择加入家庭教会。有学者认为，家庭教会在满足信徒精神需求、提供社会支持网络方面发挥积极作用。然而，其未注册的状态也引发对社会稳定和宗教管理的担忧。部分研究关注知识分子在家庭教会中的角色，指出他们通过参与宗教活动，寻求精神寄托，并推动教会的公开化和制度化。学术界存在呼吁，建议政府承认家庭教会的合法地位，允许其在法律框架内活动，以促进宗教事务的规范化管理。 

### 海外基督教团体和人权组织
许多海外基督教团体强调宗教信仰自由的重要性，支持中国家庭教会在未注册状态下坚持信仰实践的权利。他们认为，信徒应有自由选择宗教表达方式的权利，而不应受到外界干预。人权组织密切关注中国家庭教会所面临的挑战，包括聚会场所被干扰、信徒的正常信仰生活受到侵犯等，表达对信仰空间受压制的担忧，并呼吁政府尊重信仰公民的基本权利。一些人权组织呼吁国际社会关注中国家庭教会的处境，倡导宗教自由和人权保障。他们通过报告、声明等形式，向全球传递中国家庭教会所面临的挑战，寻求国际支持。

### 三自教会
“三自”教会倡导宗教活动应在法律框架内进行，鼓励家庭教会通过登记注册，纳入官方管理体系，以实现宗教事务的规范化管理。“三自”教会坚持自治、自养、自传的原则，认为这有助于中国教会的独立自主发展。他们希望家庭教会也能遵循这一原则，避免外部势力的影响。近年来，“三自”教会与家庭教会之间的关系有所缓和。一些地方的“三自”教会与家庭教会在信仰立场相近的情况下，开始在信徒层面和同工层面进行交流与合作，促进彼此理解和资源共享。“三自”教会在此过程中也面临一些挑战，如在圣经真理的宣讲上可能出现“避重就轻”的现象，受到政府宗教管理方针政策的影响，以及在神学思想上可能与家庭教会存在差异。

### 普通公众
部分公众对家庭教会的合法性持疑虑态度，认为其未在政府注册，可能存在法律风险。然而，也有观点认为，家庭教会的存在是宗教信仰多元化的体现，应予以包容和理解。有学者指出，家庭教会作为中国人数最多的非政府组织（NGO），在公民社会中发挥着重要作用。他们认为，教会应积极参与公共生活，履行社会责任，为公民社会发展作出贡献。部分信徒认为，家庭教会与官方“三自”教会在信仰实践上存在差异，前者更注重个人信仰的独立性和纯洁性。这种观点导致一些信徒更倾向于参与家庭教会，以满足其宗教需求。

## 政府打压事件
1988年3月，河南北部一个家庭教会神学培训中心被公安冲击，抓走十几个神学生，和几个教会负责人。
1999年11-12月，中共地方当局在浙江沿海城市温州附近地区捣毁或没收数百座教堂或祷告场所。
2000年秋，福建省宗教局和公安局人员8月19日到福建省长乐县金峰镇上陈堂逮捕正在举行宗教仪式的高依华神父和與會教友。
2001年冬，湖北省荆门市中级人民法院以「邪教」等罪名，将「华南教会」17名负责人判刑，其中2名创办人龚胜亮及李英，分别被判死刑及死刑缓期2年执行，其他15名负责人分别被判处2年至无期徒刑不等。
2002年8月，河南永城市地方教会位于顺和镇的主要接待家庭被当地警察抓捕，兩個月後，負責接待的基督徒夫婦被开除教师公职，被迫离家逃亡多年。
2002年10月，河南永城市地方教会同工刘玉屏在家中被国保大队警察抓捕，劉玉屏被关押28天，酷刑折磨，並被勒索1.5萬元，同年12月，地方教會同工胡引領等人被國保大隊警察抓捕。後被判刑2-3年不等。。
2005年2月25日，中国警方驱逐了十几位海外福音派教会领袖。《宗教事务管理条例》2005年3月1号生效之際，中国当局对地下新教教会的迫害也在不断升级。
2008年10月16日，中國基督教家庭教會聯合會會長張明選在北京的家人遭到約15名暴徒襲擊，大兒子張建遭到毒打。報導稱暴徒為國保公安和派出所便衣員警，也有報導稱暴徒為員警找來的無業遊民。
2008年11月28日，中國民政局以未經登記，擅自以社會團體名義進行活動為由，宣佈取締中國基督教家庭教會聯合會。12月9日，包括范亞峰、鄭恩寵在內的15位知名法律界人士發表聯合聲明，譴責民政局對家庭聯合會的取締，並呼籲人大撤銷違憲條例。
2008年12月9日深夜，北京警方闖入基督徒華惠棋家，將在此借宿的張明選強行押送到河北省燕郊。
2009年1月16日晚，警方再次將張明選從華惠棋家帶走，並押送上一輛前往河南的汽車。此前，張明選在華家探訪華惠棋91歲的父親華再臣，並於兩名來自新疆的穆斯林人權活動者會面。
2009年2月11日下午5點，超過60名家庭教會領袖，以及2名韓國牧師，在河南省南陽市臥龍區被當地警方逮捕。截至2月16日，至少還有4人受到關押。
2009年3月8日，福建仰恩大學教師劉愛新因在自己的博客發表宣揚基督教文章而遭校方單方面解聘。
2009年6月5日早晨，北京家庭教會華惠棋牧師在太原車站轉車時被抓捕，並遭到毒打。行兇的國保人員同時稱：「我掐死你，再讓你傳福音，以後再到外地我就打斷你的腿。」「我打你是上帝讓我打的，三個月之內我湊足材料把你和你妻子一起抓起來判刑」「我們國保就是專門打壓你們信耶穌的」。
2009年6月10日，印發和免費贈送聖經，基督教書店老闆和家庭教會領袖石維翰被北京市海淀区人民法院判處三年徒刑，並罰款15萬元。石維翰的其他同工亦遭判刑罰款。
2009年6月21日，成都民政部門宣佈取締秋雨之福教會。2010年8月，教会开始修订《治理章程》，并正式註冊並更名为（成都）秋雨之福归正教会。
美國中部時間2009年7月3日，在中國基督新教家庭教會聯合會第四次代表會議閉幕之前，南陽市員警和有關當局包圍會場，將與會50多名代表全部抓捕，張明選會長和20名各地分會長現被拘押在金都賓館，逐一進行登記。
2009年9月13日凌晨3時許，山西省臨汾市浮山縣當局出動400多員警及身份不明的暴徒，野蠻毆打集會所集體宿舍內的基督徒，導致百餘人受傷，嚴重者當場昏迷不醒，被送往醫院急救。同時，當局還出動推土機和挖掘機，搗毀幾十間建築物，並將聚會所內的聖經和財物洗劫一空。這段視頻顯示了事後當地基督徒和平集會禱告，當局試圖阻止拍攝的場景，以及被毀壞的聚會場所。視頻最後則顯示了當地公安試圖偷拍攝像被基督徒阻攔的事件。
2009年9月17日，北京家庭教會牧師華惠棋被公安人員帶走。被秘密關押5天後，華惠棋在5個北京國保員警的押送下在北京天壇醫院與病危的哥哥華會林短暫見面。
2009年9月26日，在北京工作的一名家庭教會帶領人陳天石被迫返回老家廣西玉林容縣回避中華人民共和國成立六十周年的慶典，10月3日才能返回北京。陳天石返回北京後，再次受到逼迫，可能被迫搬離剛住下兩月的房子。這已經是他今年第三次被迫搬家。
2009年9月26日，山西省臨汾市教會繼續遭受打壓，教堂被武警嚴密監控，禁止信徒聚會，四位主要同工楊榮麗、楊旋、李雙平、楊紅珍被抓走，另有多人受到監控失去人身自由。
中华人民共和国六十周年國慶前夕，中國基督教家庭教會聯合會領袖張明選牧師夫婦遭當局軟禁，與外界失去聯繫。
中华人民共和国六十週年國慶期間，任不寐的博客被連續遮罩三天，而該博客純屬討論基督信仰，並未涉及政治。
2009年10月3日，山西省臨汾市政府指控教會帶領人王曉光夫婦違法，要徹底清理。
2009年11月3日，基督新教家庭教會領袖范亞峰博士被中國社會科學院法學所以「政治」原因開除。此前，范是中國社會科學院法學所副研究員。
2009年11月8日，儘管牧師被非法軟禁在家，北京守望教會仍按原定計劃在海澱公園聚會，遭到當局的騷擾，並被警告會用高音喇叭進行干擾。
2009年11月10日，上海萬邦教會被上海市閔行區民政局取締，是繼北京守望教會後又一個遭受逼迫的大型家庭教會。
2009年11月12日晚，上海市政府相關部門圍堵萬邦教會的聚會場所，信徒被迫在室外雨中舉行禱告會。11月15日，上海市有關部門則把看守教堂的劉弟兄一家三口強行趕出教堂，用木板封鎖所有入口，並拆毀教堂內外的廣告牌。並且，還有人假冒崔權牧師之名給教徒發資訊，稱取消聚會。
2009年11月22日，上海市萬邦教會的崔權等四名牧師，被當局以進行非法社團活動的名義帶到派出所進行審問。其中，劉全勤牧師被弄傷手指，其物品也被損壞。而崔權牧師則被審訊長達七小時。儘管牧師缺席，教會500多教徒仍然堅持在室外聚會。
2009年11月25日，山西省臨汾市教會再次遭受打壓，傳道人楊榮麗等五人被法院以「非法佔用土地」、「聚眾擾亂公共秩序」等罪名，分別判處3至7年有期徒刑。
2009年11月30日，山西临汾教会又有五位领袖被判劳教两年。其中，杨才珍、杨红珍、李双平三人被以聚众扰乱交通秩序为名判刑两年，高琴和赵国爱的消息则在进一步确认之中。同时，山西临汾公安局并未出具劳教通知书，而只让家属签字。
2013年3月28日，新疆伊犁自治州新源县杨爱霞等人参加的家庭聚会受到当地政府打压，聚会场所被查封，村长也被要求限期拆毁该聚会场所。
2015年—2017年，中國政府推行基督新教中國化，修改《宗教事務管理條例》，使中國天主教及基督新教的家庭教會在法律層面上嚴格控制，不再有法律生存空間。所有家庭教會都被定為邪教加以取締
2018年1月9日，繼2012至2017年對基督新教的持續打壓迫害後，山西臨汾出動武警部隊，炸毀了一家庭教會的聚會場所金燈堂。
2018年9月2日，廣州聖經歸正教會遭到公安、特警、消防人員共百餘人衝擊，教會被查封。該教會牧師黃小寧和鄧慶高律師及數名信徒被警方帶走。
2018年10月14日，由中國著名基督教牧師林獻羔於1950年創立的家庭教會榮桂里教會遭查封。
2018年12月9日晚，中国最知名的家庭教會之一成都秋雨聖約教會遭當局突襲。王怡牧師夫婦二人均遭到抓捕，同時該教會至少80名信徒也被警方帶走。
2021年4月25日，深圳三一福音豐收教會遭到該市龍崗區宗教局人員及警察衝擊，該教會兩位牧師毛志斌、曹源及教友十多人被帶到派出所傳喚，當晚獲釋。
2021年7月12日，深圳市三一豐收福音教會信徒網上主日敬拜時，被當地國保和宗教局人員上門阻撓。
2024年9月22日，北京锡安教会海淀堂点主日聚会受冲击，参加聚会的大学生相继被学校和派出所约谈。蔡菁长老、周思叡传道和吴琼分别被行政拘留。

## 外部連結
- 国家宗教事務局